# Менді Ніколсон
Ме́нді Ні́колсон (англ. Mandy Nicholson, при народженні Ніколлс, англ. Nicholls; нар. 28 лютого 1968) — британська хокеїстка на траві, олімпійська медалістка.

## Виступи на Олімпіадах
| Олімпіада      | Дисципліна     | Місце |
| -------------- | -------------- | ----- |
| Барселона 1992 | хокей на траві | 3     |
| Атланта 1996   | хокей на траві | 4     |
| Сідней 2000    | хокей на траві | 8     |